# Івановська сільська рада (Кур'їнський район)
Іва́новська сільська рада (рос. Ивановский сельский совет) — сільське поселення у складі Ку'їнського району Алтайського краю Росії.
Адміністративний центр — село Івановка.

## Населення
Населення — 800 осіб (2019; 1045 в 2010, 1477 у 2002).

## Склад
До складу сільської ради входять:
| Населений пункт  | Населення, осіб (2002) | Населення, осіб (2010) |
| ---------------- | ---------------------- | ---------------------- |
| Горновка, селище | 255                    | 192                    |
| Івановка, село   | 1222                   | 853                    |